# Cunduacán
Cunduacán är en kommunhuvudort i Mexiko.   Den ligger i kommunen Cunduacán och delstaten Tabasco, i den sydöstra delen av landet, 600 km öster om huvudstaden Mexico City. Cunduacán ligger 14 meter över havet och antalet invånare är 17 904.
Terrängen runt Cunduacán är mycket platt. Runt Cunduacán är det ganska tätbefolkat, med 155 invånare per kvadratkilometer. Cunduacán är det största samhället i trakten. Trakten runt Cunduacán består till största delen av jordbruksmark.